# Slavnosti sněženek
Slavnosti sněženek je česká filmová komedie natočená v roce 1983 režisérem Jiřím Menzlem podle stejnojmenné knihy Bohumila Hrabala, který se před kamerou i sám objevil v epizodní roli. Film vypráví o svérázných obyvatelích rekreační osady a blízké vesnice, o jejich zálibách a vzájemných vztazích. Převážně je humorný, obsahuje ale i lyrické nebo tragické momenty. Děj se odehrává v polabské osadě Kersko, kde měl Hrabal chatu.

## Děj
Film je spíše sledem komických epizod, v nichž vystupují kuriózní figury inspirované skutečnými obyvateli osady Kersko. To je rámováno hlavní dějovou linkou, kdy skupina sousedů honí a ve školní třídě nakonec i uloví divoké prase, o které se pak hádají s myslivci ze sousední honitby. Spor je vyřešen dohodou, že kančí hody uspořádají všichni společně, na slavnostní hostině se nakonec ale stejně poperou.

## Obsazení
| Rudolf Hrušínský        | pan Franc                |
| Blažena Holišová        | paní Francová            |
| Blanka Lormanová        | mladá Francová           |
| Jaromír Hanzlík         | Leli                     |
| Johanna Tesařová        | Leliho družka            |
| Jiří Schmitzer          | hostinský Láďa Novák     |
| Marie Spurná            | paní Nováková            |
| Petr Čepek              | řezník                   |
| Eugen Jegorov           | drogista                 |
| Josef Somr              | kapitán VB               |
| Libuše Šafránková       | učitelka                 |
| Miloslav Štibich        | Jelínek                  |
| Petr Brukner            | traktorista Janeček      |
| Zdena Hadrbolcová       | vedoucí prodejny Jednoty |
| Ferdinand Havlík        | akademický malíř Junek   |
| Rudolf Hrušínský mladší | harmonikář               |
| Jiří Krejčík            | pan Karel                |
| Ladislav Křiváček       | Macháček                 |
| Bořík Procházka         | Líman                    |
| Zdeněk Svěrák           | řidič trabanta           |
| František Vláčil        | starý myslivec           |
| Pavel Vondruška         | Holý                     |
| Jaroslav Vozáb          | Trnka                    |

Vedle řady jiných známých jmen obsadil Jiří Menzel do malých rolí i dva kolegy režiséry – Františka Vláčila a Jiřího Krejčíka. Ve filmu si zahráli také čtyři členové divadla Járy Cimrmana, ve kterém Menzel dříve sám krátce účinkoval. Role malíře Junka, již ztvárnil hudebník Ferdinand Havlík, byla inspirována Václavem Junkem, který v Kersku skutečně míval chatu.